# Искаков, Сатан Нургожаевич
Сатан Нургожаевич Искаков (каз. Сатан Нұрғожаұлы Ысқақов; 1928 год, село Тогускен — 1999 год) — старший чабан совхоза «Женис» Жанааркинского района Джезказганской области, Казахская ССР. Герой Социалистического Труда (1975). Заслуженный работник сельского хозяйства Казахской ССР (1970). Депутат Верховного Совета Казахской ССР.

## Биография
Родился в 1928 году в крестьянской семье в селе Тогускен Асан-Кайгинского района Каркаралинского округа Казакской АССР (ныне — Жанааркинский район Карагандинской области Республики Казахстан) в крестьянской семье. Казах.
В годы Великой Отечественной войны окончил школу фабрично-заводского обучения, после чего работал на шахтах Караганды и Джезказгана.
В 1946 году возвратился в родное село, где стал работать помощником чабана, а затем чабаном в колхозе «Коммунар» (позднее — совхоз «Женис») Жанааркинского района Карагандинской (с 1973 года — Джезказганской) области Казахской ССР (ныне — Карагандинской области Республики Казахстан). С 1948 по 1966 год — помощник чабана на ферме. В 1966 году ему доверили самостоятельно обслуживать отару, назначив старшим чабаном в этом же хозяйстве. За высокие достижения в животноводстве по итогам восьмой пятилетки (1966—1970) награждён орденом Ленина. В 1972 году вступил в КПСС.
Особенно весомых результатов добился в годы девятой пятилетки (1971—1975). Личный пятилетний план выполнил за 3 года и 8 месяцев получив 3721 ягнёнка при плане 3234 и сдал государству 10890 килограммов шерсти при плане 10424 килограмма.
Указом Президиума Верховного Совета СССР от 10 февраля 1975 года за выдающиеся успехи, достигнутые во Всесоюзном социалистическом соревновании, и проявленную трудовую доблесть в досрочном выполнении заданий девятой пятилетки и принятых обязательств по увеличению производства и продажи государству продуктов животноводства Искакову Сатану присвоено звание Героя Социалистического Труда с вручением ордена Ленина и золотой медали «Серп и Молот».
Избирался депутатом Верховного Совета Казахской ССР, Карагандинского (Джезказганского) областного, Жанааркинского районного и сельского Советов депутатов.
Жил в Жанааркинском районе Карагандинской области (Казахстан).
Скончался в 1999 году. Похоронен в Жанааркинском районе.

## Награды
- Золотая медаль «Серп и Молот» (10.02.1975);
- орден Ленина (08.04.1971)
- орден Ленина (10.02.1975)
- Медаль «В ознаменование 100-летия со дня рождения Владимира Ильича Ленина» (1970)
- Медаль «За трудовую доблесть»
- Золотой, серебряной и бронзовой медалями ВДНХ СССР
- и другими
- Отмечен дипломами и почётными грамотами.
- Заслуженный работник сельского хозяйства Казахской ССР (1970)